# Amtsgericht Berlinchen
Das Amtsgericht Berlinchen war ein preußisches Amtsgericht mit Sitz in Berlinchen, Provinz Brandenburg.

## Geschichte
In Berlinchen bestand von 1849 bis 1879 die Gerichtskommission Berlinchen des Kreisgerichts Soldin im Sprengel des Appellationsgerichts Frankfurt a. d. Oder. Mit den Reichsjustizgesetzen wurden 1879 reichseinheitlich Amts-, Landes- und Oberlandesgerichte gebildet. Das königlich preußische Amtsgericht Berlinchen wurde mit Wirkung zum 1. Oktober 1879 als eines von 14 Amtsgerichten im Bezirk des Landgerichtes Landsberg a.W. im Bezirk des Kammergerichtes gebildet. Der Sitz des Gerichts war die Stadt Berlinchen. Sein Gerichtsbezirk umfasste aus dem Landkreis Soldin die Stadtbezirke Berlinchen und Bernstein und die Amtsbezirke Amt Bernstein, Domaine Carzig, Oberförsterei Carzig, Dieckow, Groß-Ehrenberg, Herzlow, Hasselbusch, Oberförsterei Lichtefleck, Oberförsterei Neuhaus, Riepölzig, Richnow und Siede sowie aus dem Amtsbezirk Brügge-Schöneberg die zum Gutsbezirk Lichtefleck gehörende Kolonie Landwehr. Am Gericht bestanden 1880 zwei Richterstellen. Das Amtsgericht war damit ein mittelgroßes Amtsgericht im Landgerichtsbezirk. Gerichtstage wurden in Bernstein abgehalten. Im Rahmen der Weltwirtschaftskrise wurden 60 Amtsgerichte als Folge von Sparverordnungen aufgehoben. Mit der Verordnung über die Aufhebung von Amtsgerichten vom 30. Juli 1932 wurde das Amtsgericht Lippehne zum 30. September 1932 aufgehoben und sein Sprengel zwischen dem Amtsgericht Soldin und dem Amtsgericht Berlinchen aufgeteilt. Die Landgemeinden Chursdorf, Deetz und Trampe kamen so zum Amtsgericht Berlinchen.
Im Jahre 1945 wurde der Sprengel des Gerichtes unter polnische Verwaltung gestellt. Das Amtsgericht Berlinchen musste entsprechend seine Tätigkeit einstellen.